# Сенно-Ґурне
Сенно-Ґурне (пол. Sienno Górne, нім. Schönau Gut B) — село в Польщі, у гміні Радово-Мале Лобезького повіту Західнопоморського воєводства.
У 1975-1998 роках село належало до Щецинського воєводства.